# Astri Andersen
Astri Andrea Kristina Andersen, född i Stockholm den 6 maj 1876, död 1911, var en svensk pianist, dotter till Anton Jörgen Andersen. Hon var elev vid Stockholms musikkonservatorium 1889–1894.